# Но Нејм (Колорадо)
Но Нејм (енгл. No Name) насељено је место без административног статуса у америчкој савезној држави Колорадо.

## Демографија
По попису из 2010. године број становника је 123.
| Група             | 2000.    | 2010.       |
| Белци             | 0 (0,0%) | 116 (94,3%) |
| Афроамериканци    | 0 (0,0%) | 0 (0,0%)    |
| Азијати           | 0 (0,0%) | 0 (0,0%)    |
| Хиспаноамериканци | 0 (0,0%) | 7 (5,7%)    |
| Укупно            | 0        | 123         |